# Pocałunek lata
Pocałunek lata – czwarty singel polskiego piosenkarza Michała Szczygła z jego drugiego albumu studyjnego, zatytułowanego Michał Szczygieł. Singel został wydany 30 czerwca 2023.
Kompozycja znalazła się na 19. miejscu listy OLiA, najczęściej odtwarzanych utworów w polskich rozgłośniach radiowych.

## Geneza utworu i historia wydania
Utwór napisali i skomponowali Michał Szczygieł, Karol Serek i Paweł Wawrzeńczyk, którzy również odpowiadają za produkcję utworu.
Singel ukazał się w formacie digital download 30 czerwca 2023 w Polsce za pośrednictwem wytwórni płytowej Polydor Records w dystrybucji Universal Music Polska. Piosenka została umieszczona na drugim albumie studyjnym Szczygła – Michał Szczygieł.

## „Pocałunek lata” w stacjach radiowych
Nagranie było notowane na 19. miejscu w zestawieniu OLiA, najczęściej odtwarzanych utworów w polskich rozgłośniach radiowych.

## Teledysk
Do utworu powstał teledysk w reżyserii Rafa Kuczowicza, który udostępniono w dniu premiery singla za pośrednictwem serwisu YouTube.

## Lista utworów
- Digital download[2]

1. „Pocałunek lata” – 3:07

## Notowania

### Pozycje na listach airplay
| Kraj   | Lista (2023)                   | Najwyższa pozycja |
| ------ | ------------------------------ | ----------------- |
| Polska | OLiS – oficjalna lista airplay | 19                |

## Wyróżnienia
| Rok  | Konkurs                  | Kategoria    | Rezultat    |
| ---- | ------------------------ | ------------ | ----------- |
| 2023 | Przebój roku RMF FM 2023 | Przebój roku | 84. miejsce |